# Raufnk
Raufnk (narečno za 'dimnik') je 454 metrov visoka vzpetina nad Idrijo, na vrhu katere je bil leta 1872 postavljen dimnik spodaj ležeče topilnice živega srebra. 
Proti koncu 19. stoletja so v sklopu žgalniške reorganizacije in modernizacije poleg novih Čermak-Špirekovih pečih na območju topilnice izgradili tudi dimovod s pripadajočim dimnikom (lokalno poimenovan 'Raufnk') in s tem izboljšali okoljsko stanje Idrije. Južni pobočni vetrovi na območju Raufnka so preprečevali onesnaženje južnega dela doline reke Idrijce. Raufnk je dal leta 1872 zgraditi tedanji upravnik žgalnice Adolf Exeli, dimnik pa je bil sprva visok 14,8 m, a so ga po zaprtju leta 1995 znižali.
Raufnk je bil glavni človekov vir onesnaževanja z živim srebrom v okolici, na višku rudniške proizvodnje med leti 1968 in 1976 pa je skozenj dnevno ušlo med 20 in 30 kg živega srebra. Okolica se je onesnaževala predvsem z atmosferskimi emisijami. Onesnaženje z živim srebrom pada eksponentno z oddaljenostjo od Raufnka. V neposredni bližini Raufnka so se odlagala večja zrna z živim srebrom v obliki cinabarita. Prisotnost živega srebra v prahu je prav tako najvišja v okolici Raufnka, pri podstrešnem prahu ta znaša 1055 mg/kg.